# 森生明
森生 明（もりお あきら、1959年8月19日-）は、日本の経営コンサルタント。大阪府出身。

## 人物
京都大学ではサークル活動の英語ディベートに励んでいたという。一時期司法試験を志すが、転進して興銀に入行し、その後、ハーバード・ロー・スクールへの留学をきっかけにM&Aに携わるようになる。その後、興銀及びゴールドマン・サックスにおいて約10年にわたり、M&Aアドバイザリー等を手がけていたが、現在は第一線を退き、西村あさひ法律事務所の経営顧問その他数社の経営顧問、M&Aアドバイス等を務める。NHK土曜ドラマ『ハゲタカ』及び映画『ハゲタカ』の経済監修。

## 略歴
- 1983年3月 京都大学法学部卒
- 1983年4月 日本興業銀行入行
- 1986年 ハーバード・ロー・スクール法学修士課程卒
- 1991年4月 ゴールドマン・サックス東京支店入社、その後2年、ニューヨーク勤務
- 1995年6月 ラバーメイド社事業開発担当バイス・プレジデント就任
- 1997年 カルチュア・コンビニエンス・クラブ
- 1999年11月 有限会社M.R.O.設立、同代表取締役

## 著書
- 『MBAバリュエーション』（日経BP実戦MBA）（日経BP社、2001年）
- 『会社の値段』（ちくま新書）（筑摩書房、2006年）
- 『バリュエーションの教科書：企業価値とM&Aの本質と実務』（東洋経済新報社、2016年）